# Freddy vs. Jason
Freddy vs. Jason is een Amerikaanse horrorfilm uit 2003, geregisseerd door Ronny Yu. De film is een crossover tussen de A Nightmare on Elm Street-reeks (waarvoor dit als achtste deel geldt) en de Friday the 13th-reeks (waarvoor dit als elfde deel geldt).

## Verhaal
Freddy Krueger zit opgesloten in de hel. Hij kan hier niet uitkomen totdat iemand zich iets van zijn daden herinnert. De mensheid heeft hem alleen volledig uit de media verbannen en hij is niet eens meer terug te vinden in archieven. Zijn oude slachtoffers hebben bovendien therapie ondergaan om Freddy te vergeten en slikken medicijnen om dromen te onderdrukken.
Krueger spant daarom samen met seriemoordenaar Jason Voorhees en doet dit via diens moeder Pamela Voorhees. Hij overtuigt Jason om tieners te vermoorden in Elm Street. Zoals verwacht krijgt Krueger de schuld van deze moorden, zodat men hem weer gaat herinneren en hij weer kracht wint. Nu Freddy weer op krachten is gekomen, wil hij dat Jason stopt. Jason gaat echter door met moorden, en laat veel getuigen achter die kunnen bewijzen dat hij, en niet Freddy, achter de moorden zit. Jason krijgt zodoende een beruchtere reputatie dan Krueger. Krueger pikt dit niet, waardoor de twee het onderling met elkaar aan de stok krijgen. Beide zijn alleen praktisch onverslaanbaar. Uiteindelijk vechten ze het uit op een meer. Daar haalt Freddy Jason neer, maar beiden worden verbrand en vallen in het water. Later komt Freddy uit het meer en wil het stelletje vermoorden, maar Jason heeft Freddy's arm afgehakt en steekt Freddy neer met zijn eigen klauw. Daarna valt Jason in het water en Lori hakt het hoofd van Freddy eraf en dat valt in het water. Op het einde komt Jason uit het meer met het hoofd van Freddy die dan een knipoog geeft.

## Trivia
- Krueger, of preciezer gezegd zijn arm, kwam eerder (enkele seconden) voor in de slotscène van het negende deel van de Friday the 13th-reeks, Jason Goes to Hell: The Final Friday.

### Boekadaptatie
- Stephen Hand - Freddy vs. Jason (2003)